# Colin Seeley
Colin Jordan Seeley (Crayford, 2 gennaio 1936 – 7 gennaio 2020) è stato un pilota motociclistico britannico.
Dopo il ritiro dalle gare, si è dedicato all'attività di costruttore di telai per moto da corsa e, in seguito, da strada.

## Carriera

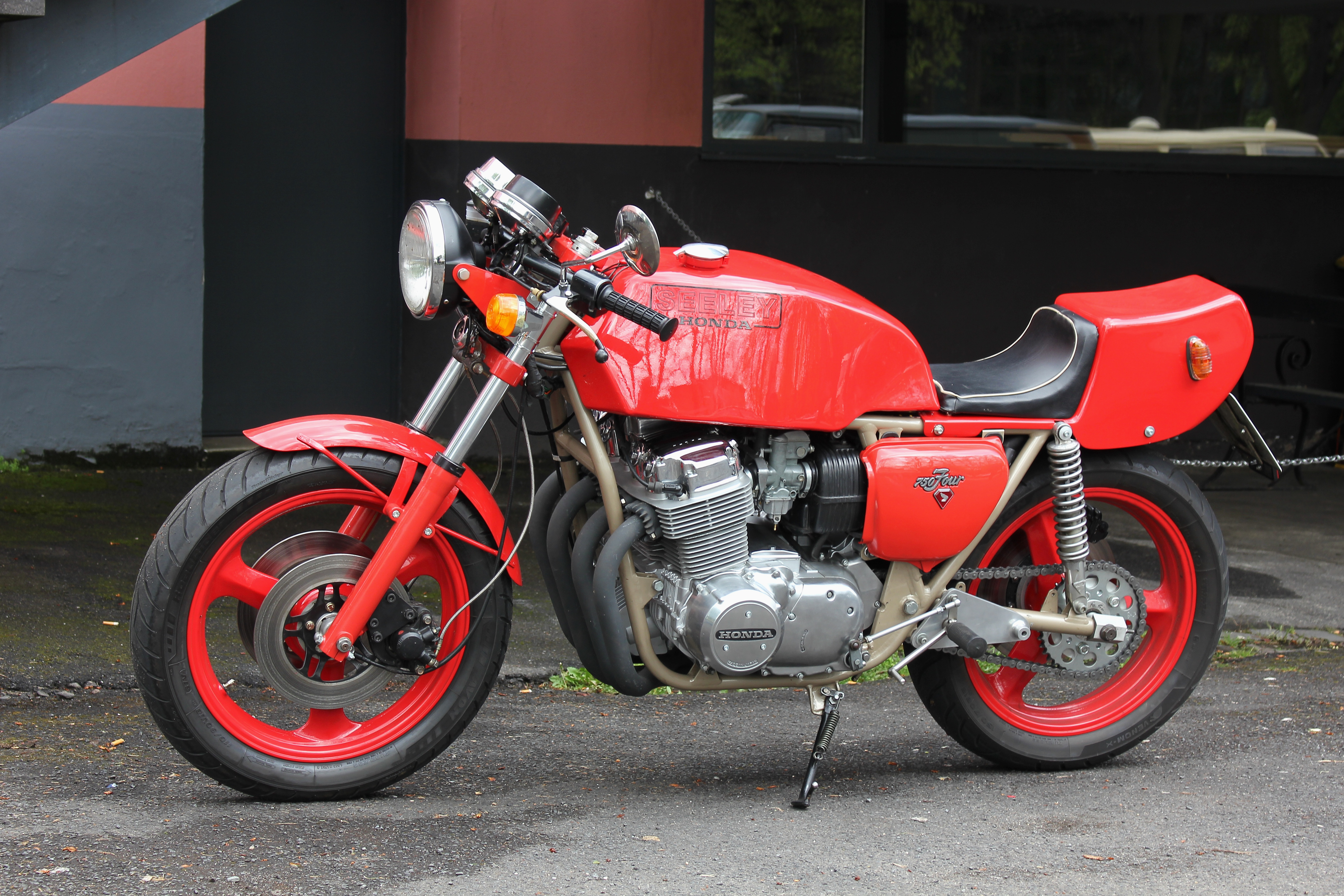
Una Seeley-Honda.

Nato nel Kent, iniziò dapprima a lavorare presso la Vincent HRD, casa motociclistica britannica, per poi aprire un'officina per la riparazione di motociclette. Nel 1954 fece il suo esordio nelle corse, vincendo con una BSA 500 cm³ una gara sul circuito di Brands Hatch.
Successivamente si dedicò ai sidecar, categoria con la quale fece il suo esordio nel Motomondiale, nel 1961. Nella sua carriera di pilota, durata sino al 1967, Seeley ottenne due titoli britannici della categoria (1962 e 1963) e due terzi posti nel Mondiale (nel 1964, anno in cui vinse il suo unico Gran Premio, quello d'Olanda, e nel 1966).

## L'attività di costruttore

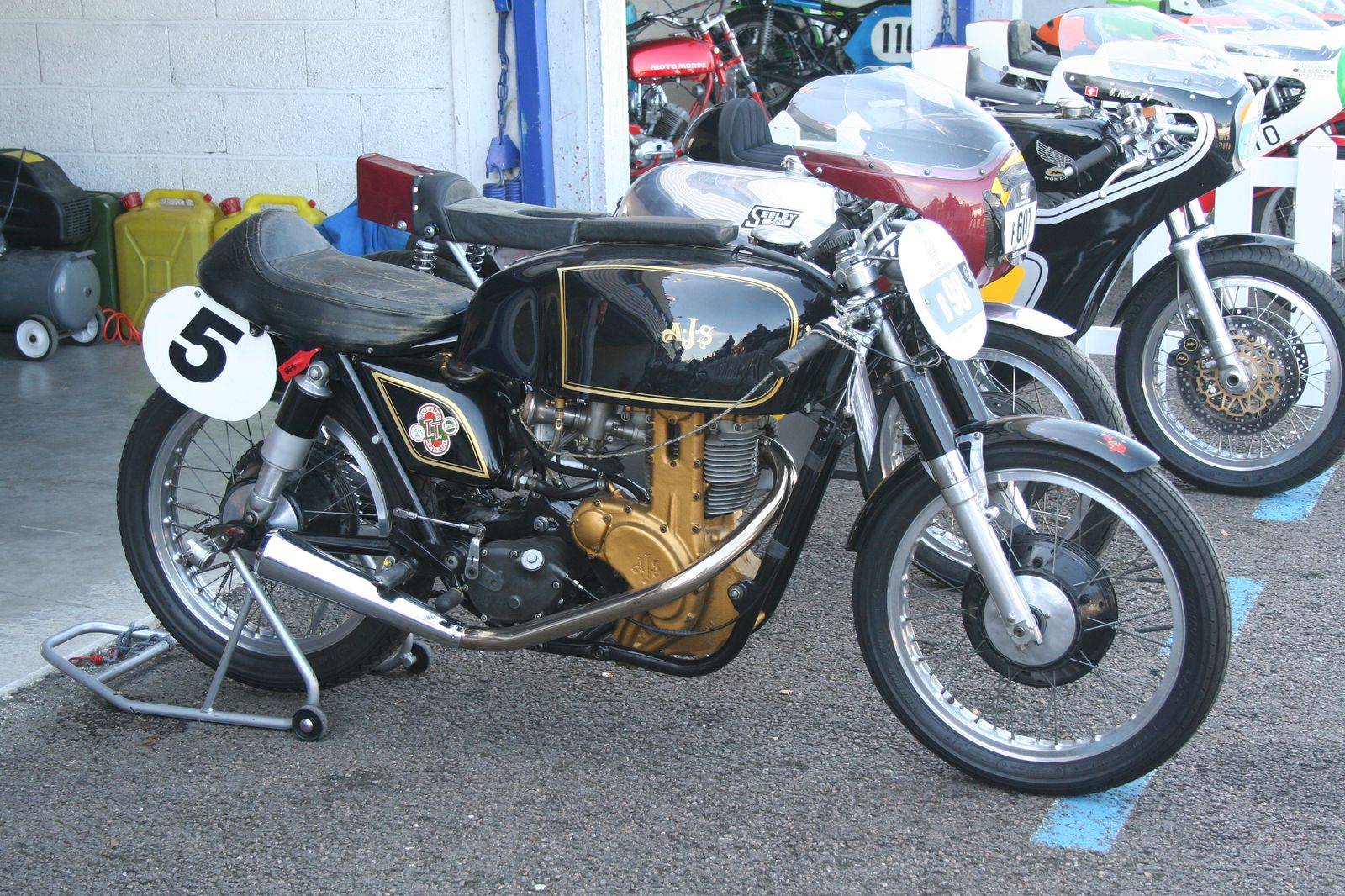
In secondo piano, con il serbatoio cromato, una Seeley 500 Condor G50 del 1966 con motore Matchless.

Ritiratosi dalle corse, Seeley si dedicò alla costruzione di telai motociclistici, diventando celebre tra i piloti privati del Mondiale per le sue moto da competizione spinte dai motori AJS 350 e Matchless 500 monoalbero, rilevati dalla chiusura del gruppo AMC.
La "mezzo litro" ebbe buoni risultati sportivi, vincendo per tre volte (1968, 1969 e 1971) la North West 200, piazzando quattro moto tra le prime dieci al Senior TT 1969 e permettendo a Tommy Robb nella stagione 1970 di piazzarsi al quarto posto finale della 500.
Dal 1971 Seeley lavorò per la Brabham, continuando a produrre telai per moto da competizione, spinte da motori Yamaha e Suzuki due tempi, a cui si affiancò una piccola serie di moto stradali con motore Honda CB 750 Four, costruite tra il 1975 e il 1978 in collaborazione con la filiale britannica della Casa nipponica, per la quale produsse anche il modello TL200 da trial.
Nel 1986 divenne coordinatore del team Brabham di Formula 1, incarico lasciato nel 1992 per diventare direttore del team Crighton-Norton. Tra i piloti da lui sostenuti vi furono Scott Smart e Karl Muggeridge.
Chiusa la Norton, è divenuto consulente per la casa d'aste Bonhams e per il circuito di Mallory Park.

## Risultati nel motomondiale
| 1961 | Classe  | Moto      |   |   |   |   |   |   |    |    |    |    |    |  |  | Punti | Pos. |
| ---- | ------- | --------- | - | - | - | - | - | - | -- | -- | -- | -- | -- |  |  | ----- | ---- |
| 1961 | Sidecar | Matchless | - | - | - | 6 | - | - | NE | NE | NE | NE | NE |  |  | 1     | 14º  |

| 1962 | Classe  | Moto      |   |   |   |   |   |   |    |    |    |    |    |  |  | Punti | Pos. |
| ---- | ------- | --------- | - | - | - | - | - | - | -- | -- | -- | -- | -- |  |  | ----- | ---- |
| 1962 | Sidecar | Matchless | - | - | 3 | - | - | - | NE | NE | NE | NE | NE |  |  | 4     | 9º   |

| 1963 | Classe  | Moto      |   |   |    |   |   |   |    |    |    |    |    |    |  | Punti | Pos. |
| ---- | ------- | --------- | - | - | -- | - | - | - | -- | -- | -- | -- | -- | -- |  | ----- | ---- |
| 1963 | Sidecar | Matchless | 6 | - | AN | 6 | - | - | NE | NE | NE | NE | NE | NE |  | 2     | 10º  |

| 1964 | Classe  | Moto    |    |   |   |   |   |   |   |    |    |    |    |    |  | Punti | Pos. |
| ---- | ------- | ------- | -- | - | - | - | - | - | - | -- | -- | -- | -- | -- |  | ----- | ---- |
| 1964 | Sidecar | FCS/BMW | NE | - | 4 | 2 | 1 | - | - | NE | NE | NE | NE | NE |  | 17    | 3º   |

| 1965 | Classe  | Moto |    |   |     |   |     |   |   |    |    |    |    |   |    | Punti | Pos. |
| ---- | ------- | ---- | -- | - | --- | - | --- | - | - | -- | -- | -- | -- | - | -- | ----- | ---- |
| 1965 | Sidecar | BMW  | NE | - | Rit | 6 | Rit | 3 | 6 | NE | NE | NE | NE | - | NE | 6     | 11º  |

| 1966 | Classe  | Moto |    |   |   |   |   |    |    |    |    |   |    |    |  | Punti   | Pos. |
| ---- | ------- | ---- | -- | - | - | - | - | -- | -- | -- | -- | - | -- | -- |  | ------- | ---- |
| 1966 | Sidecar | BMW  | NE | 3 | 2 | - | 5 | NE | NE | NE | NE | 5 | AN | NE |  | (14) 12 | 3º   |

| 1967 | Classe  | Moto |     |   |   |   |   |   |    |    |   |    |   |    |    | Punti | Pos. |
| ---- | ------- | ---- | --- | - | - | - | - | - | -- | -- | - | -- | - | -- | -- | ----- | ---- |
| 1967 | Sidecar | BMW  | Rit | - | - | 3 | - | - | NE | NE | - | NE | - | NE | NE | 4     | 9º   |

| Legenda | 1º posto        | 2º posto            | 3º posto            | A punti      | Senza punti        | Grassetto – Pole position Corsivo – Giro più veloce |
| Legenda | Gara non valida | Non qual./Non part. | Ritirato/Non class. | Squalificato | '-' Dato non disp. | Grassetto – Pole position Corsivo – Giro più veloce |